# Giuseppe Mion
Giuseppe Mion (* 9. April 1959 in Villach) ist ein ehemaliger österreichischer Eishockeyspieler und Verbandskapitän der Eishockeynationalmannschaft, sowie ehemaliger Geschäftsführer und Obmann des Bundesligavereines EC VSV.

## Karriere
Giuseppe Mion ist der Sohn eines in Villach arbeitenden Schuhmachermeisters und kam mit elf Jahren zum VSV, wo er von 1977 bis 1994 in der Kampfmannschaft stand und 653 Spiele bestritt, wobei er 51 Tore und 198 Assists erzielte. 1981, 1992 und 1993 wurde er mit den Villachern Österreichischer Meister, sowie 1984, 1989 und 1991 Vizemeister. Mit der Nationalmannschaft kam er auf 63 Einsätze und gewann die Goldmedaille bei der C-Weltmeisterschaft 1981, die Bronzemedaille bei der B-Weltmeisterschaft 1987 und die Goldmedaille bei der B-Weltmeisterschaft 1992. Bei den Olympischen Winterspielen 1984 erreichten sie den zehnten Rang. Seine Trikotnummer wird beim VSV nicht mehr vergeben.
Nach seiner aktiven Karriere wechselte der gelernte Textilkaufmann in den Führungsstab des VSV und wurde Obmann des Vereines. Zudem betreute er 18 Jahre die Eishockeynationalmannschaft als Verbandskapitän. Er lebt in Arnoldstein und wurde 1991 Vater einer Tochter. 2016 wurde er mit dem Goldenen Ehrenzeichen des Österreichischen Eishockeyverbandes ausgezeichnet.
Mit der EC VSV GmbH wurde im August 2016 die nun für den Eishockey-Profibetrieb erforderliche Gesellschaft gegründet, der Mion als alleiniger Geschäftsführer vorstand. Zudem blieb er weiterhin Obmann des Vereines, der praktisch Eigentümer der GmbH ist. Im August 2017 gab er die Geschäftsführung an Ulfried Wallisch ab, was vom Vorstand einstimmig abgesegnet worden war. Im November 2017 trat Mion auch als Obmann des Vereines zurück, kümmerte sich in der GmbH aber weiterhin um Koordination und teilweise Sponsorbetreuung. Im Jänner 2018 gab der VSV bekannt, dass Giuseppe Mion sein Amt im Zuge der Neustrukturierung des Vorstandes mit Ende der Saison 2017/18 zur Verfügung stellen werde.

## Erfolge und Auszeichnungen

### Als Spieler
- 1981 Österreichischer Meister mit dem EC VSV
- 1981 Goldmedaille C-Weltmeisterschaft
- 1984 Österreichischer Vizemeister mit dem EC VSV
- 1987 Bronzemedaille B-Weltmeisterschaft
- 1989 Österreichischer Vizemeister mit dem EC VSV
- 1991 Österreichischer Vizemeister mit dem EC VSV
- 1992 Österreichischer Meister mit dem EC VSV
- 1992 Goldmedaille B-Weltmeisterschaft
- 1993 Österreichischer Meister mit dem EC VSV

### Als Obmann
- 1999 Österreichischer Meister mit dem EC VSV
- 2002 Österreichischer Meister mit dem EC VSV
- 2006 Österreichischer Meister mit dem EC VSV
- 2016 Goldenes Ehrenzeichen des Österreichischen Eishockeyverbandes
- 2018 Sportehrenzeichen der Stadt Villach